# آدریا گرانل
آدریا گرانل (انگلیسی: Adrià Granell؛ زادهٔ ۱۳ مارس ۱۹۸۶) بازیکن فوتبال اهل اسپانیا است که در اتلتیکو ساگونتینو در پست وینگر چپ بازی می کند.